# Río Burriana
El río Burriana, también llamado arroyo del Bebedero, es un río o arroyo del sur de España perteneciente a la cuenca hidrográfica del Guadalquivir, que discurre en su totalidad por el territorio del norte de la provincia de Málaga. 

## Curso
El río Burriana nace en el término municipal de Villanueva de Algaidas. Realiza un recorrido en dirección suroeste-nordeste a lo largo de unos 16 km hasta su desembocadura en el río Genil junto a la localidad de Cuevas Bajas, aguas abajo del gran embalse de Iznájar. 
El río Burriana tiene una de oscilación hídrica muy acusada, con un caudal muy abundante y erosivo en época de lluvia y muy escaso en períodos de sequía.